# 2. česká hokejová liga 2008/2009
2. česká hokejová liga v sezóně 2008/2009 byla 16. ročníkem samostatné třetí nejvyšší české soutěže v ledním hokeji.

## Fakta
- 16. ročník samostatné třetí nejvyšší české hokejové soutěže
- V kvalifikaci o 1. ligu uspěly týmy HOKEJ ŠUMPERK 2003 s.r.o. a HC Tábor a postoupily tak do 1. ligy.
- Do krajských přeborů sestoupily týmy: HC Kobra Praha, HC Roudnice nad Labem a HHK Velké Meziříčí. Nově postupující do 2. ligy: SK Kadaň B, HC Světlá nad Sázavou a HC Frýdek-Místek.

### Systém soutěže
Soutěž byla rozdělena na dvě skupiny, a to západní a východní. Západní skupiny se účastnilo 20 týmů, východní 16.

#### Západní skupina
V základní části se utkal každý s každým doma a venku (38 kol). Šestnáctka nejlepších postoupila do osmifinále play off. Osmifinále se hrálo na 2 vítězné zápasy, čtvrtfinále a semifinále na 3 vítězné. Dva vítězové semifinále postoupili do kvalifikace o účast v 1. lize.

#### Východní skupina
V první fázi se utkal každý s každým dvoukolově (30 kol). Každý sudý tým se poté utkal dvoukolově s každým lichým týmem (16 kol). Základní část tak čítala 46 kol. Nejlepších 13 týmů postoupilo do play off, přičemž nejlepší 3 byli nasazeni přímo do čtvrtfinále, ostatní hráli předkolo play off. Předkolo a čtvrtfinále se hrálo na 2 vítězné zápasy, semifinále a finále na tři vítězné. Vítěz finále postoupil do kvalifikace o účast v 1. lize.

#### Kvalifikace o 1. ligu
Tříčlenná kvalifikace o účast v první lize se hrála dvoukolově každý s každým (celkem tedy 6 kol - jeden tým má v každém kole volno). První dva celky kvalifikace přímo postoupily do 1. ligy. Třetí celek zůstal ve druhé lize.

#### Sestupy
Týmy na devatenácté a dvacáté pozici ve skupině západ a na šestnácté pozici skupiny východ přímo sestoupily do krajských přeborů.

## Skupina západ
| Vysvětlivka                   |
| ----------------------------- |
| Postup do osmifinále play off |
| Tým vyřazen                   |
| Sestupující                   |

| Poř. | Tým                          | Z  | V  | VP | PP | P  | VG  | OG  | B  |
| ---- | ---------------------------- | -- | -- | -- | -- | -- | --- | --- | -- |
| 1.   | HC Tábor                     | 38 | 27 | 0  | 3  | 8  | 159 | 84  | 84 |
| 2.   | HC ZVVZ Milevsko             | 38 | 22 | 4  | 4  | 8  | 145 | 95  | 78 |
| 3.   | IHC KOMTERM Písek            | 38 | 21 | 5  | 3  | 9  | 155 | 90  | 76 |
| 4.   | HC VHS Benešov               | 38 | 21 | 2  | 3  | 12 | 154 | 127 | 70 |
| 5.   | KLH Vajgar Jindřichův Hradec | 38 | 20 | 1  | 5  | 12 | 138 | 134 | 67 |
| 6.   | HC Klášterec nad Ohří        | 38 | 20 | 1  | 3  | 14 | 156 | 124 | 65 |
| 7.   | HC Trutnov                   | 38 | 18 | 3  | 4  | 13 | 131 | 143 | 64 |
| 8.   | HC Vlci Jablonec nad Nisou   | 38 | 19 | 2  | 3  | 14 | 151 | 128 | 64 |
| 9.   | HC Predators Česká Lípa      | 38 | 18 | 4  | 1  | 15 | 162 | 129 | 63 |
| 10.  | HC Děčín                     | 38 | 18 | 1  | 5  | 14 | 148 | 143 | 61 |
| 11.  | HC Klatovy                   | 38 | 16 | 5  | 3  | 14 | 152 | 150 | 61 |
| 12.  | HC Řisuty                    | 38 | 15 | 5  | 5  | 13 | 141 | 115 | 60 |
| 13.  | NED Hockey Nymburk           | 38 | 17 | 3  | 0  | 18 | 132 | 127 | 57 |
| 14.  | HC Stadion Litoměřice        | 38 | 15 | 4  | 2  | 17 | 120 | 125 | 55 |
| 15.  | HC Junior Mělník             | 38 | 16 | 2  | 3  | 17 | 144 | 143 | 55 |
| 16.  | TJ SC Kolín                  | 38 | 13 | 2  | 1  | 22 | 132 | 161 | 44 |
| 17.  | HC Průmstav Develop Rokycany | 38 | 12 | 2  | 2  | 22 | 118 | 155 | 42 |
| 18.  | HC Baník Sokolov             | 38 | 9  | 4  | 3  | 22 | 133 | 193 | 38 |
| 19.  | HC Kobra Praha               | 38 | 4  | 3  | 0  | 31 | 102 | 185 | 18 |
| 20.  | HC Roudnice nad Labem        | 38 | 5  | 1  | 1  | 31 | 94  | 216 | 18 |

## Skupina východ
| Vysvětlivka                    |
| ------------------------------ |
| Postup do čtvrtfinále play off |
| Postup do předkola play off    |
| Tým vyřazen                    |
| Sestupující                    |

| Poř. | Tým                        | Z  | V  | VP | PP | P  | VG  | OG  | B  |
| ---- | -------------------------- | -- | -- | -- | -- | -- | --- | --- | -- |
| 1.   | HOKEJ ŠUMPERK 2003 s.r.o.  | 46 | 29 | 2  | 5  | 10 | 184 | 104 | 96 |
| 2.   | HC Bobři Valašské Meziříčí | 46 | 27 | 4  | 5  | 10 | 209 | 150 | 94 |
| 3.   | SHK Hodonín                | 46 | 25 | 6  | 3  | 12 | 187 | 129 | 90 |
| 4.   | HC Orlová                  | 46 | 23 | 8  | 2  | 13 | 178 | 148 | 87 |
| 5.   | HC Slezan Opava            | 46 | 22 | 3  | 7  | 14 | 178 | 145 | 79 |
| 6.   | Valašský hokejový klub     | 46 | 22 | 5  | 3  | 16 | 178 | 144 | 79 |
| 7.   | HC Uničov                  | 46 | 20 | 4  | 4  | 18 | 172 | 163 | 72 |
| 8.   | HC Technika Brno           | 46 | 21 | 3  | 2  | 20 | 166 | 168 | 71 |
| 9.   | HC TJ Šternberk            | 46 | 20 | 2  | 6  | 18 | 170 | 174 | 70 |
| 10.  | HC Zubr Přerov             | 46 | 16 | 4  | 3  | 23 | 144 | 160 | 59 |
| 11.  | HK Nový Jičín              | 46 | 13 | 7  | 5  | 21 | 144 | 160 | 58 |
| 12.  | HC Břeclav                 | 46 | 16 | 4  | 2  | 24 | 144 | 161 | 58 |
| 13.  | SKLH Žďár nad Sázavou      | 46 | 15 | 4  | 1  | 26 | 136 | 207 | 54 |
| 14.  | HK Jestřábi Prostějov      | 46 | 14 | 4  | 4  | 24 | 141 | 188 | 54 |
| 15.  | HC Spartak Pelhřimov       | 46 | 14 | 1  | 4  | 27 | 150 | 209 | 48 |
| 16.  | HHK Velké Meziříčí         | 46 | 8  | 2  | 7  | 29 | 125 | 196 | 35 |

## Play off skupiny západ

### Osmifinále
- HC Tábor - TJ SC Kolín 2:0 (8:0, 5:4 P)
- HC ZVVZ Milevsko - HC Junior Mělník 2:1 (4:1, 4:5, 4:0)
- IHC KOMTERM Písek - HC Stadion Litoměřice 0:2 (2:3, 1:3)
- HC VHS Benešov - NED Hockey Nymburk 2:0 (1:0, 4:3 P)
- KLH Vajgar Jindřichův Hradec - HC Řisuty 2:0 (4:2, 6:4)
- HC Klášterec nad Ohří - HC Klatovy 2:0 (5:1, 2:1 P)
- HC Trutnov - HC Děčín 2:0 (5:1, 4:2)
- HC Vlci Jablonec nad Nisou - HC Predators Česká Lípa 1:2 (3:5, 8:4, 3:4)

### Čtvrtfinále
- HC Tábor - HC Stadion Litoměřice 3:0 (5:2, 4:1, 6:1)
- HC ZVVZ Milevsko - HC Predators Česká Lípa 3:1 (4:2, 3:5, 3:2, 6:2)
- HC VHS Benešov - HC Trutnov 3:2 (7:3, 2:3 SN, 4:5 SN, 3:2, 3:0)
- KLH Vajgar Jindřichův Hradec - HC Klášterec nad Ohří 3:1 (2:1, 5:3, 2:3 SN, 3:1)

### Semifinále
- HC Tábor - KLH Vajgar Jindřichův Hradec 3:1 (5:3, 3:4, 6:3, 3:0)
- HC ZVVZ Milevsko - HC VHS Benešov 3:0 (3:2, 4:3 SN, 3:2 SN)

Do kvalifikace 1. česká hokejové ligy postoupily týmy HC ZVVZ Milevsko a HC Tábor.

## Play off skupiny východ

### Předkolo
- HC Orlová - SKLH Žďár nad Sázavou 2:1 (5:1, 4:5, 4:0)
- HC Slezan Opava - HC Břeclav 2:1 (2:3, 3:1, 3:2)
- Valašský hokejový klub - HK Nový Jičín 2:0 (4:3 P, 3:1)
- HC Uničov - HC Zubr Přerov 2:1 (0:3, 4:3 SN, 4:2)
- HC Technika Brno - HC TJ Šternberk 1:2 (1:3, 2:1 P, 2:4)

### Čtvrtfinále
- HOKEJ ŠUMPERK 2003 s.r.o. - HC TJ Šternberk 2:0 (7:1, 3:2 P)
- HC Bobři Valašské Meziříčí - HC Uničov 2:0 (3:1, 3:2)
- SHK Hodonín - Valašský hokejový klub 1:2 (5:0, 3:7, 4:5 SN)
- HC Orlová - HC Slezan Opava 2:1 (5:2, 2:3, 4:3)

### Semifinále
- HOKEJ ŠUMPERK 2003 s.r.o. - Valašský hokejový klub 3:2 (1:2, 2:4, 6:0, 3:0, 7:0)
- HC Bobři Valašské Meziříčí - HC Orlová 1:3 (8:1, 1:6, 4:8, 2:7)

### Finále
- HOKEJ ŠUMPERK 2003 s.r.o. - HC Orlová 3:1 (3:4 P, 2:0, 7:3, 4:3sn)

Do kvalifikace 1. česká hokejové ligy postoupil tým HOKEJ ŠUMPERK 2003 s.r.o..

## Kvalifikace o 2. ligu
- Přeborníci Karlovarského a Plzeňského krajského přeboru se vzdali účasti. Přebory kraje Vysočina a Olomouckého kraje se nehrály a týmy startovaly v sousedních přeborech.

### Čechy

#### Skupina A
| Poř. | Tým                                                     | Z | V | R | P | VG | OG | B |
| ---- | ------------------------------------------------------- | - | - | - | - | -- | -- | - |
| 1.   | SK Kadaň B (přeborník Ústeckého krajského přeboru)      | 4 | 4 | 0 | 0 | 21 | 9  | 8 |
| 2.   | HC Strakonice (přeborník Jihočeského krajského přeboru) | 4 | 1 | 0 | 3 | 14 | 17 | 2 |
| 3.   | HC Bohemians Praha (přeborník Pražského přeboru)        | 4 | 1 | 0 | 3 | 13 | 22 | 2 |

- Tým Kadaň B postoupil do dalšího ročníku 2. ligy.

#### Skupina B
| Poř. | Tým                                                                      | Z | V | R | P | VG | OG | B  |
| ---- | ------------------------------------------------------------------------ | - | - | - | - | -- | -- | -- |
| 1.   | HC Kutná Hora (přeborník Středočeského krajského přeboru)                | 6 | 5 | 1 | 0 | 33 | 9  | 11 |
| 2.   | HC Světlá nad Sázavou (přeborník Pardubického krajského přeboru)         | 6 | 4 | 0 | 2 | 21 | 16 | 8  |
| 3.   | HC Nové Město nad Metují (přeborník Královéhradeckého krajského přeboru) | 6 | 1 | 2 | 3 | 23 | 25 | 4  |
| 4.   | VTJ Ještěd Liberec (přeborník Libereckého krajského přeboru)             | 6 | 0 | 1 | 5 | 10 | 37 | 1  |

- Tým Kutné Hory postoupil do dalšího ročníku 2. ligy.

### Morava

#### Skupina C
| Poř. | Tým                                                                 | Z | V | R | P | VG | OG | B |
| ---- | ------------------------------------------------------------------- | - | - | - | - | -- | -- | - |
| 1.   | HC Frýdek-Místek (přeborník Moravskoslezského krajského přeboru)    | 4 | 3 | 0 | 1 | 18 | 16 | 6 |
| 2.   | HC Uherské Hradiště (přeborník Zlínského krajského přeboru)         | 4 | 2 | 0 | 2 | 18 | 16 | 4 |
| 3.   | HC Moravské Budějovice (přeborník Jihomoravského krajského přeboru) | 4 | 1 | 0 | 3 | 10 | 14 | 2 |

- Tým Frýdku-Místku postoupil do dalšího ročníku 2. ligy.